# Domenico Spadafora
Domingos Espadafora (em italiano: Domenico Spadafora; 1450 - 21 de dezembro de 1521) foi um padre católico romano italiano e um membro professo da Ordem dos Pregadores. Spadafora foi um evangelista notável e atraiu incontáveis ao rebanho dominicano, ao mesmo tempo que converteu o coração de outras pessoas que levavam vidas dissolutas. Ele é mais conhecido por ser o primeiro superior de uma igreja que supervisionou a construção no Monte Cerignone depois de receber a aprovação papal do Papa Alexandre VI para iniciar esse trabalho.
Spadaforo recebeu a beatificação do Papa Bento XV em 1921, depois que o pontífice confirmou o 'culto' do falecido padre (ou devoção popular e generalizada) como sendo duradouro. 

## Vida
Domenico Spadafora nasceu em 1450 em Randazzo, filho de nobres vindos de Constantinopla. Ele nasceu como o terceiro de cinco filhos do Barão de Maletto Giovanni Spadafora e sua esposa de classe baixa, Marina. Seu irmão mais velho era Giovanni, enquanto ele tinha duas irmãs - uma delas Bartolomea - e outro irmão chamado Pietro.
Ele estudou em Perugia depois de se mudar para lá em 1477 e mais tarde foi enviado para Pádua, onde obteve seu diploma de bacharel em 23 de junho de 1479. Em Veneza, em 7 de junho de 1487, ele obteve o título de mestre em estudos teológicos após uma dissertação pública ao lado de outros onze candidatos. Entrou para a Ordem dos Pregadores no convento de Santa Zita em Palermo depois de retornar após a dissertação quando seus superiores o chamaram.
Spadaforo foi ordenado ao sacerdócio em 1479. Participou do Capítulo Geral da Ordem em Veneza em 1487. Ele deveria ser designado para um convento em Messina em 1487, mas o Padre Geral da ordem Gioacchino Torriani decidiu tê-lo como seu colaborador em Roma; em 1487 participou do Capítulo Geral em Le Mans, no Reino da França. Spadaforo tornou-se um famoso pregador e evangelista e conquistou os corações de convertidos que levaram vidas dissolutas - tal exemplo de santidade também levou muitos outros a se unirem ao rebanho dominicano como religiosos. Ele era conhecido por sua intensa devoção à paixão de Jesus Cristo. Ele ensinou estudos teológicos na região da Sicília.
Ele fundou o convento de Madonna delle Grazie - que abrigava uma imagem milagrosa da Madonna - em 1491 no Monte Cerignone e serviu pelo resto de sua vida como seu primeiro superior. Isso aconteceu quando os fiéis da área quiseram melhorar a pequena capela e, assim, o Mestre Geral dos Dominicanos mandou chamar Spadaforo para supervisionar sua reforma. O sacerdote chegou à cidade em 15 de setembro de 1491 e partiu a pé para Roma em 1492 para receber a aprovação papal para esta obra. Nesse ponto, o Papa Inocêncio VII morreu e o Papa Alexandre VI foi eleito em uma cadeia de eventos que adiou seu encontro até 22 de fevereiro de 1493, quando a permissão papal foi concedida; ele voltou com o decreto de aprovação em 1493. A construção da igreja começou em 1494 e as obras foram concluídas em 1491. O bispo Marco Vigerio della Rovere consagrou a nova igreja em 16 de julho de 1498.
Domenico Spadaforo morreu na sua cela a 21 de dezembro de 1521, após o seu estado de saúde ter piorado nos meses anteriores. Ele morreu após a celebração da Missa e pedindo perdão a seus irmãos dominicanos por seus erros; o padre enfermo também recebeu os últimos sacramentos e morreu ao pôr-do-sol enquanto seus irmãos cantavam o " Salve Regina ".

### Exumação
Os restos mortais do padre foram exumados em 1545 e considerados incorruptos e movidos novamente em 1653, após a supressão do convento em que ele foi enterrado - os restos mortais foram levados para a igreja de Santa Maria em Recluso. Seus restos mortais foram realocados em 3 de outubro de 1677. Os restos mortais foram transferidos mais uma vez em 4 de abril de 2005 para a Chiesa della Santissima Trinità.

## Beatificação
O processo de beatificação foi iniciado em abril de 1920 e em 12 de janeiro de 1921 os membros da Congregação dos Ritos votaram a favor da aprovação do 'culto' local (ou devoção popular) do falecido sacerdote sem a necessidade de seguir o processo canônico normal.
Sua beatificação foi confirmada em 14 de janeiro de 1921, depois que o Papa Bento XV concedeu a aprovação formal ao reconhecimento do 'culto'.
O processo de santificação posterior foi revitalizado décadas depois, quando o processo diocesano de canonização foi iniciado em 10 de setembro de 2006 na Diocese de San Marino-Montefeltro, quando o Bispo Luigi Negri inaugurou o processo. O processo diocesano foi concluído em 14 de setembro de 2008 e a Congregação para as Causas dos Santos validou o processo em 17 de julho de 2009.

O atual postulador designado à causa - desde 2006 - é o Pe. Cristoforo M. Bialowas.